# Kim Jae-young
Kim Jae-young (en hangul, 김재영; 30 de septiembre de 1988) es un modelo y actor surcoreano.

## Carrera
Es miembro de la agencia HB Entertainment y de la agencia de modelaje Esteem Models. 
Ha modelado y participado en sesiones fotográficas para "bnt", "Grazia" junto a Yura, "Esquire", "Dazed", "W", "Tom Genty's 2015 Spring/Summer" junto a Sooyoung, "Caruso S/S 2015 Seoul Fashion Week", "Jambangee" junto a Hani, entre otras.
En el 2014 se unió al elenco recurrente de la serie Iron Man, donde dio vida a Je-gil.
En 2015 se unió a la serie Hello Monster, donde interpretó a Min Seung-joo. Ese mismo año apareció como invitado en el programa Happy Together junto a Seo In-guk, Jang Na-ra, Choi Won-young y Lee Chun Hee.
En el 2016 se unió al elenco secundario de la película Derailed (también conocida como No Way to Go), donde dio vida a Sung-hoon. Ese mismo año dio vida a Go Gil-yong en la serie The Master of Revenge, el joven actor Ahn Won-jin interpretó a Gil-yong de niño.
En abril del 2017 se unió al elenco de la serie My Secret Romance, donde dio vida al escritor Jung Hyun-tae, el propietario del café "Mek & Book" y mejor amigo de Lee Yoo-mi (Song Ji-eun) de quien está secretamente enamorado, hasta el final de la serie en mayo del mismo año. También en 2017 apareció en la serie Black, la cual fue protagonizada por Song Seung-heon, Go Ara, Kim Dong-jun y Lee El.
El 6 de noviembre del 2018 se unió al elenco principal de la serie Dear My Room (también conocida como "Eun Joo's Room"), donde dio vida a Seo Min-seok, hasta el final de la serie el 22 de enero del 2019.
El 18 de septiembre del 2019 se unió al elenco principal de la serie Secret Boutique, donde interpretó al abogado Yoon Seon-woo, hasta el final de la serie el 28 de noviembre del mismo año. El 28 de septiembre del mismo año se unió al elenco principal de la serie Beautiful Love, Wonderful Life (también conocida como "Love is Beautiful, Life is Wonderful"), donde dio vida a Goo Jun-hwi, un hombre que no está interesado en el matrimonio ni en el asunto de los demás, hasta que conoce a Kim Chung-Ah, hasta el final de la serie el 22 de marzo del 2020.
El 8 de marzo de 2022 se anunció que estaba en pláticas para unirse al elenco principal de la serie Amor por contrato. En ella interpreta el personaje de Kang Hae-jin, el hijo menor de una familia chaebol, y además una estrella Hallyu, que contrata a una mujer para que simule ser su esposa.

## Filmografía

### Series de televisión
| Año     | Título                         | Personaje         | Notas                   | Ref.                 |
| ------- | ------------------------------ | ----------------- | ----------------------- | -------------------- |
| 2012    | Roller Coaster 2               | -                 | -                       |                      |
| 2014    | Iron Man                       | Je-gil            | 18 episodios            |                      |
| 2015    | Hello Monster                  | Min Seung-joo     | 16 episodios            |                      |
| 2016    | The Master of Revenge          | Go Gil-Yong       | -                       |                      |
| 2016    | Beautiology 101                | Nam Gung-won      | Serie web, 10 episodios |                      |
| 2017    | My Secret Romance              | Jung Hyun-tae     | 13 episodios            |                      |
| 2017    | Brain, Your Choice of Romance  | R                 | Serie web, 10 episodios |                      |
| 2017    | Black                          | Leo / Kim Woo-sik | -                       |                      |
| 2018    | 100 Days My Prince             | Sal-soo           | 16 episodios            |                      |
| 2018-19 | Dear My Room                   | Seo Min-seok      | 12 episodios            |                      |
| 2019    | Secret Boutique                | Yoon Seon-woo     | 16 episodios            |                      |
| 2019-20 | Beautiful Love, Wonderful Life | Goo Joon-hwi      | 100 episodios           |                      |
| 2021    | One the Woman                  | Lee Bong-sik      |                         |                      |
| 2021    | A Person Like You              | Seo Woo-jae       |                         | [ 19 ]               |
| 2022    | Amor por contrato              | Kang Hae-jin      | 16 episodios            | [ 18 ]               |
| 2024    | The Judge from Hell            | Han Da-on         | 14 episodios            | [ 20 ] [ 21 ] [ 22 ] |
| 2025    | Si la vida te da mandarinas    | (cameo)           | episodio 7              |                      |

### Películas
| Año  | Título       | Personaje    | Notas                                                                                              |
| ---- | ------------ | ------------ | -------------------------------------------------------------------------------------------------- |
| 2013 | No Breathing | Dae-Chan     | |
| 2014 | Red Carpet   |              | |
| 2016 | Derailed     | Sung-hoon    | junto a Ma Dong-seok, Choi Min-ho, Da-Eun, Lee You-jin, Baek Soo-min y Kim Won-sik                 |
| 2019 | Money        | Jun Woo-sung | junto a Ryu Jun-yeol, Yoo Ji-tae, Won Jin-ah, Jo Woo-jin, Dong Hyun-bae, Steve Noh y Nam Moon-chul |

### Programas de televisión
| Año     | Título                       | Función  | Notas       | Ref.   |
| ------- | ---------------------------- | -------- | ----------- | ------ |
| 2011    | Flowerboy Casting: Oh! Boy   |          |             |        |
| 2014-15 | The Human Condition 2        |          |             |        |
| 2015    | Match Made in Heaven Returns |          |             | [ 23 ] |
| 2015    | Happy Together               | Invitado |             | [ 24 ] |
| 2015    | Hello Counselor              | Invitado | Ep. 209     |        |
| 2019    | Running Man                  | Invitado | Ep. 445-446 | [ 25 ] |

### Anuncios
| Año | Título       | Notas                              |
| --- | ------------ | ---------------------------------- |
| -   | Ferragamo    | apareció en anuncios para la marca |
| -   | Nike         | apareció en anuncios para la marca |
| -   | Kolon Sports | apareció en anuncios para la marca |
| -   | Adidas       | apareció en anuncios para la marca |

### Videos musicales
| Año  | Artista   | Canción     | Notas                        |
| ---- | --------- | ----------- | ---------------------------- |
| 2011 | Jewelry S | "Forget It" | apareció en el video musical |

## Premios y nominaciones
| Año  | Premio          | Categoría                        | Trabajo                        | Resultado |
| ---- | --------------- | -------------------------------- | ------------------------------ | --------- |
| 2019 | KBS Drama Award | Best New Actor                   | Beautiful Love, Wonderful Life | Ganó      |
| 2019 | KBS Drama Award | Best Couple (junto a Seol In-ah) | Beautiful Love, Wonderful Life | Nominados |
| 2019 | KBS Drama Award | Netizen Award                    | Beautiful Love, Wonderful Life | Nominado  |